# Death on the Road
Death on the Road (с англ. — «Смерть на Дороге») — седьмой концертный альбом британской хеви-метал-группы Iron Maiden, вышедший в 2005 году.

## Об альбоме
В эту пластинку группа собрала композиции, представленные во время тура «Dance of Death». Помимо компакт-диска (2 CD), альбом выпускался ограниченной серией на виниле. Позже, 6 февраля 2006 года вышел одноимённый альбому DVD-комплект, содержащий три DVD-диска. На первом диске находятся документальный фильм о туре, съёмках, фотоматериалы, клипы, интервью с фанатами и т. п. На втором диске находится запись концерта со звуком 5.1 Digital, на третьем диске размещена стереозапись концерта.
С этого альбома вышел сингл «The Trooper», ранее вышедший с альбома «Piece of Mind» двадцать лет назад (с года выхода альбома, т. е в 1983 году). Этот сингл занял пятую строчку в чарте британских и шведских синглов. Как и другие «живые» альбомы этой группы, эта пластинка содержит в себе мощные, энергичные, «классические» для данной группы исполнения.

### Запись
Death on the Road был записан во время тура «Dance of Death», который длился с мая 2003 года по февраль 2005 года. Тур был разделён на две части: «Give Me Ed… 'Til I’m Dead» и «Dance of Death World Tour». Во время этого тура музыканты выступали в Европе, Северной Америке, Южной Америке, Великобритании и Японии. Треки, находящиеся на пластинке, были записаны с концерта в Дортмунде, который проходил 24 ноября 2003 года. «Разогревочной» на том концерте была валлийская хардкор группа Funeral for a Friend

### Обложка
На обложке альбома изображён бессменный маскот группы монстр Эдди (Eddie the Head), представленный в облике смерти с косой, управляющий повозкой, запряжённой демоническими конями. Слова на повозке «Edward and Son Undertakers» (рус. «Похоронное бюро Эдди и Сына») свидетельствуют о предназначении этого средства передвижения. Автором этой обложки является художник — иллюстратор Мелвин Грант (Melvyn Grant).

### Список композиций
CD 1
1. Wildest Dreams — 04:51 (Смит, Харрис)
2. Wrathchild — 02:59 (Харрис)
3. Can I Play With Madness? — 03:31 (Смит, Диккинсон, Харрис)
4. The Trooper — 04:11 (Харрис)
5. Dance Of Death — 09:34 (Герс, Харрис)
6. Rainmaker — 04:11 (Мюррей, Харрис, Диккинсон)
7. Brave New World — 06:09 (Смит, Диккинсон, Харрис)
8. Paschendale — 10:17 (Смит, Харрис)
9. Lord Of The Flies — 05:04 (Харрис, Герс)

CD 2
1. No More Lies — 08:06 (|Харрис)
2. Hallowed Be Thy Name — 07:40 (Харрис)
3. Fear Of The Dark — 07:38 (Харрис)
4. Iron Maiden — 05:09 (Харрис)
5. Journeyman — 07:02 (Смит, Харрис, Диккинсон)
6. The Number Of The Beast — 04:57 (Харрис)
7. Run To The Hills — 04:23 (Харрис)

CD 1:
- Оригинал композиций 1, 5, 6 и 8 в альбоме «Dance of Death»
- Оригинал композиции 2 в альбоме «Killers»
- Оригинал композиции 3 в альбоме «Seventh Son of a Seventh Son»
- Оригинал композиции 4 в альбоме «Piece of Mind»
- Оригинал композиции 7 в альбоме «Brave New World»
- Оригинал композиции 9 в альбоме «The X Factor»

CD 2:
- Оригинал композиций 1 и 5 в альбоме «Dance of Death»
- Оригинал композиций 2, 6 и 7 в альбоме «The Number of the Beast»
- Оригинал композиции 3 в альбоме «Fear of the Dark»
- Оригинал композиции 4 в альбоме «Iron Maiden»

## Достижения
Альбом достиг следующих позиций в чартах различных стран:
| Страна         | Позиция |
| Финляндия      | # 6     |
| Швеция         | # 7     |
| Норвегия       | # 12    |
| Франция        | # 14    |
| Италия         | # 17    |
| Швейцария      | # 17    |
| Испания        | # 18    |
| Великобритания | # 22    |
| Ирландия       | # 27    |
| Нидерланды     | # 39    |

Пластинка получила статус «золотой» в Финляндии и Франции, «серебряной» в Великобритании.

### Участники записи
- Брюс Дикинсон — вокал
- Дэйв Мюррей — гитара
- Яник Герс — гитара
- Эдриан Смит — гитара
- Стив Харрис — бас-гитара, бэк-вокал
- Нико МакБрэйн — ударные

а также
- Майкл Кенней (Michael Kenney) — клавишные